# Otto Wünsche (Marineoffizier)

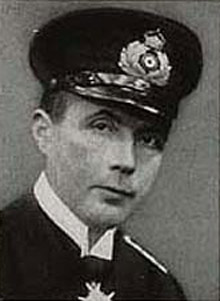
Otto Wünsche (nach 1917)

Otto Wünsche (* 28. September 1884 in Duisburg; † 29. März 1919 in Kiel) war ein deutscher U-Boot-Kommandant im Ersten Weltkrieg.

## Leben
Wünsche trat nach Abschluss seiner Schulzeit am 1. April 1902 als Mitglied der Crew 4/02 in die Kaiserliche Marine ein. Er absolvierte seine Grundausbildung und besuchte die Marineschule. Am 11. April 1903 wurde er Fähnrich zur See. Die Beförderung zum Leutnant zur See erfolgte am 29. September 1905. Am 30. März 1908 wurde er zum Oberleutnant zur See befördert.
Am 1. Oktober 1913 wurde Wünsche zur U-Boots-Abteilung versetzt und erhielt hier eine entsprechende Ausbildung. Als Kapitänleutnant hatte er ab 9. Mai 1914 das Kommando über das U-Boot U 25, das er über den Ausbruch des Ersten Weltkriegs hinaus bis zum 15. September 1915 kommandierte. Anschließend kommandierte er vom 22. September 1915 bis 15. September 1917 U 70 und vom 14. Oktober 1917 bis 12. Januar 1918 U 97. Dabei gelang ihm die Versenkung von insgesamt 76 Schiffen mit zusammen 152.340 BRT sowie einer britischen Sloop von 1290 t und die Beschädigung von sechs weiteren Schiffen mit zusammen 25.317 BRT. Am 20. Dezember 1917 wurde er mit der höchsten preußischen Tapferkeitsauszeichnung, dem Orden Pour le Mérite, ausgezeichnet. Zuvor hatte Wünsche bereits beide Klassen des Eisernen Kreuzes sowie am 14. Mai 1917 das Ritterkreuz des Königlichen Hausordens von Hohenzollern mit Schwertern erhalten. Im letzten Kriegsmonat war er noch vom 7. Oktober bis 11. November 1918 Kommandant von U 126.
Nach Kriegsende erkrankte Wünsche und wurde am 23. November 1918 beurlaubt. Nach dem Kriege wurde er im Kieler Hafen tot aufgefunden, Ursachen und Umstände sind unbekannt. Wünsche liegt auf dem Kieler Nordfriedhof begraben.

### Ehrung
Die deutsche Kriegsmarine benannte ein 1940 vom Stapel gelaufenes U-Boot-Begleitschiff nach ihm; siehe Petschora (Schiff).